# Pallíni
Pallíni (Pallini) är en ort i Grekland. Den ligger i prefekturen Nomarchía Anatolikís Attikís och regionen Attika, i den sydöstra delen av landet, 14 km öster om huvudstaden Aten. Pallíni ligger 176 meter över havet och antalet invånare är 14 808.
Terrängen runt Pallíni är platt åt sydost, men åt nordväst är den kuperad.Runt Pallíni är det ganska tätbefolkat, med 222 invånare per kvadratkilometer. Närmaste större samhälle är Aten, 14,2 km väster om Pallíni. Trakten runt Pallíni består till största delen av jordbruksmark.